# Zeitschrift für deutsches und internationales Bau- und Vergaberecht
Die Zeitschrift für deutsches und internationales Bau- und Vergaberecht (ZfBR) ist eine deutsche juristische Fachzeitschrift. Sie befasst sich mit Themen aus dem privaten und öffentlichem Baurecht sowie dem Vergaberecht. Sie ist offizielles Organ der Deutschen Gesellschaft für Baurecht e. V.